# Лукили, Закария
Закария Лукили (швед. Zakaria Loukili; род. 25 января 2006, Мальмё) — шведский футболист, полузащитник «Мальмё».

## Клубная карьера
Является воспитанником «Мальмё», где начал заниматься в пятилетнем возрасте. С лета 2023 года стал привлекаться к тренировкам с главной командой. Первую официальную игру за основной состав провёл 23 августа во втором раунде кубка страны против «Смедбю», выйдя на поле в стартовом составе. В январе 2024 года был окончательно переведён в первую команду клуба. 28 апреля в игре очередного тура с АИК Лукили дебютировал в чемпионате Швеции, заменив на 81-й минуте Лассе Йонсена.

## Карьера в сборной
В апреле 2022 года был впервые вызван в сборную Швеции до 17 лет на товарищеский турнир, но в из-за травмы был исключен из заявки. Первую игру за сборную провёл 4 августа того же года в товарищеской встрече со сборной Фарерских островов, выйдя во втором тайме вместо Лукаса Бергвалля.

## Клубная статистика
| Выступление      | Выступление      | Выступление      | Лига | Лига | Кубки | Кубки | Конт. кубки | Конт. кубки | Итого | Итого |
| Клуб             | Лига             | Сезон            | Игры | Голы | Игры  | Голы  | Игры        | Голы        | Игры  | Голы  |
| ---------------- | ---------------- | ---------------- | ---- | ---- | ----- | ----- | ----------- | ----------- | ----- | ----- |
| Мальмё           | Алльсвенскан     | 2024             | 1    | 0    | 0     | 0     | 0           | 0           | 1     | 0     |
| Мальмё           | Итого            | Итого            | 1    | 0    | 0     | 0     | 0           | 0           | 1     | 0     |
| Всего за карьеру | Всего за карьеру | Всего за карьеру | 1    | 0    | 0     | 0     | 0           | 0           | 1     | 0     |